# 大都會頌
〈大都會頌〉（英語："Ode to the Mets"）是美國搖滾樂團鼓擊樂團的一首歌曲，收錄於他們的第六張錄音室專輯《新異類》中，是這張專輯的終曲，曲序排第九。身為紐約大都會隊忠實球迷，主唱朱利安·卡萨布兰卡斯目睹大都會隊在2016年國家聯盟外卡晉級賽大敗於舊金山巨人隊，有感而發在地鐵站中創作。雖然這一歌名最初只是開玩笑所取，但鼓手法布里奇奧·莫雷蒂認為它與歌詞主題非常契合，因而說服卡薩布蘭卡斯保留原名。
鼓擊樂團在2019年舉辦於紐約巴克萊中心的除夕夜演唱會首次演唱〈大都會頌〉。它被多位樂評家認為是《新異類》的一大亮點，並登上《告示牌》熱門搖滾歌曲榜第27位。歌曲的音樂錄影帶由華倫·傅執導，於2020年7月24日發布，巧逢該年大都會隊推遲的開幕戰。

## 背景
使主唱朱利安·卡萨布兰卡斯創作〈大都會頌〉的起心動念是2016年國家聯盟外卡晉級賽，紐約大都會隊對陣舊金山巨人隊，他跟樂團的吉他技術員保羅·瓦薩諾（Paul Vassallo）一起到花旗球場觀賽。比賽最後，大都會隊以0:3遭巨人隊完封，失去前進2016年季後賽的資格。身為大都會隊的終生球迷，卡萨布兰卡斯隨後在大都會-威利斯角站等待地鐵7號線來時開始草擬歌詞和旋律。他開玩笑地把歌名暫定為〈大都會頌〉，而他的另一個預備歌名則是更簡單的〈頌〉（Ode）。鼓手法布里奇奧·莫雷蒂勸他不要改名，認為前者更為契合歌詞主題。莫雷蒂相信，不論是大都會隊還是這首歌，都喚起「一些你全心全意、無條件地愛著，但後來卻澆了你一頭冷水的東西。」
如同《新異類》其他收錄曲一樣，〈大都會頌〉主要在瑞克·魯賓位於加州马里布的香格里拉錄音室錄製。樂團在2019年除夕夜舉辦於紐約布魯克林巴克萊中心的演唱會上首次演唱這首歌。卡萨布兰卡斯在歌曲演奏完後宣告新專輯即將在2020年發行。〈大都會頌〉於2020年4月10日正式作為《新異類》的第九首和最後一首曲目發行。

## 詞曲
《大西洋市週報》的撰稿人萊恩·洛夫林（Ryan Loughlin）將〈大都會頌〉歸類為夢幻流行，其他人則把它描述為一首谣曲（ballad，或譯敘事曲）。它的歌詞大抵與大都會隊或棒球無關。《觀察家報》的凱蒂·英派爾發現要破解歌詞內容十分困難。莫雷蒂相信歌曲是關於「一些你全心全意、無條件地愛著，但後來卻澆了你一頭冷水的東西。」，MLB.com撰稿人麥可·克萊爾（Michael Clair）指稱：「大都會隊球迷以這種自嘲而聞名」。對於這種解讀，卡薩布蘭卡斯說道：「那不是我創作這首歌的初衷，但我無力爭論」。AllMusic樂評家希瑟·法雷斯（Heather Phares）稱歌詞主要是「卡薩布蘭卡斯 [...] 申斥某個早已溜走的人」，而《獨立報》的海倫·布朗（Helen Brown）覺得歌曲像是樂團「在回顧他們失去的年歲」。
《衝擊》的蘇珊·漢森（Susan Hansen）指出歌曲先是發展結構，然後強度才逐漸上升，為激烈的演講做了一個舒緩的收尾。卡薩布蘭卡斯的聲音則「從單音調飛升到八度」。《新音乐快递》的艾拉·肯普（Ella Kemp）指出歌曲的獨特連復段聽起來就好像是「放在風鳴器裡」播放出來的。布朗認為歌曲很適合作為由莉茲·古德曼（Lizzy Goodman）2017年口述歷史書《在浴室遇見我》改編的紀錄片配樂，該片很大程度仿照鼓擊樂團的風格。

## 音樂錄影帶
歌曲的音樂錄影帶於2020年7月24日發布，時逢該年大都會隊因COVID-19大流行推遲的開幕戰。錄影帶受到情境喜劇《歡樂酒店》啟發，由樂團長期合作者華倫·傅執導，並特選八位不同動畫師的作品。錄影帶按時間順序呈現出不同歷史節點下的紐約市。後段影片描繪紐約未來因氣候變遷，導致整座城市被水淹沒，其中出現一些寫有對未來的嚮往的標語的招牌。錄影帶也包含對紐約大都會隊的致敬，如該隊的口號「Ya Gotta Believe」（你一定要相信）就出現在一幅海報中，而另一個寫有「Class of '69」（69級）的橫幅則是在致敬該隊在1969年世界大賽勝利。錄影帶結尾呈現沉於水中的謝亞球場，旁邊有一個招牌寫著大都會隊的另一個應援口號「Believe In Miracles」（相信奇蹟）。一張樂團早期活動的照片也出現在錄影帶中，係吉它手尼克·瓦倫西的私人收藏。

## 反響
幾位樂評家認為〈大都會頌〉是《新異類》的一大亮點。《綜藝》撰稿人A·D·阿莫羅西（A. D. Amorosi）形容它是專輯中「優雅、怪奇的終曲」，並認為專輯「沒有其他地方能有〈大都會頌〉的憂鬱旋律那樣流線且戲劇化」。《雷達之下》的迦勒·坎貝爾（Caleb Campbell）覺得歌曲為專輯畫下完美的句點，而《Exclaim!》認為它為樂團增添「一篇扎實的生涯後期作」。雖然對專輯的看法有褒有貶，但《Pitchfork》認為它是這張唱片最美妙的時刻之一，稱它「真的很漂亮」，「像是方向正確的一步」。也有一些樂評家則給予負面評價，如《衛報》的雷切爾·阿羅斯蒂（Rachel Aroesti）稱〈大都會頌〉作為一首終曲「絕對不引人注目」，而《滾石》的喬恩·多蘭（Jon Dolan）則指歌曲的「悲催的呻吟」「自命不凡過了頭」。在商業表現上，歌曲獲得《告示牌》熱門搖滾歌曲榜第27位。
卡薩布蘭卡斯曾開玩笑地建議大都會隊每次在主場落敗後就透過公共廣播系統播放這首歌，如同他們每次勝利後都會播放艾斯·費利的〈New York Groove〉一樣。
《告示牌》將這首歌評選為2020年度最佳搖滾歌曲第五位。2020年5月，《新音樂快遞》將其選為樂團最佳歌曲第十位。

## 參與人員
以下名單出自《新異類》專輯內頁說明

| 鼓擊樂團 - 朱利安·卡薩布蘭卡斯 – 人聲 - 小阿爾伯特·哈蒙德 – 吉他 - 尼克·瓦倫西 – 吉他 - 尼古拉·弗萊特 – 貝斯 - 法布里奇奧·莫雷蒂 – 鼓 | 技術人員 - 傑森·拉德 – 工程、混音 - 斯蒂芬·馬庫森 – 母帶製作 - 瑞克·魯賓 – 製作 - 史都華·惠特莫爾（Stewart Whitmore） – 母帶製作 |

## 榜單成績
| 榜單（2020年）                   | 最高 排名 |
| -------------------------------- | --------- |
| 美國（《告示牌》Hot Rock Songs） | 27        |